# Huw Higginson
Huw Higginson (Hillingdon, Middlesex; 21 de febrero de 1964) es un actor inglés conocido por haber interpretado a George Garfield en la serie The Bill.

## Biografía
Es hijo del actor Tim Wylton y la actriz Ann Curthoys.
Después de salir por cinco años en 1997 se casó con Geraldine Dove-Higginson, la pareja tiene una hija Megan Higginson.
En el 2010 Huw dejó a su esposa e hija para irse con la actriz Hannah Waterman con quien mantenía una aventura desde junio del mismo año; más tarde en abril del 2011 Hannah anunció que estaba embarazada y tenía seis meses,
En julio del 2011 Hannah y Huw tuvieron su primer hijo juntos, Jack Higginson.

## Carrera
En 1989 se unió al elenco de la serie policíaca The Bill donde interpretó al oficial de policía George Garfield, hasta el 2000.
En el 2001 interpretó a Barry Ross durante el episodio "Safe House" de la serie Heartbeat, más tarde apareció de nuevo en la serie en el 2009 interpretando a Ted Openshaw. Ese mismo año apareció como invitado en tres episodios de la exitosa serie británica EastEnders donde interpretó al arrendador John Davis.
En el 2006 apareció como invitado en la serie médica Casualty donde interpretó a Ian Bradshaw, anteriormente había aparecido por primera vez en la serie en el 2001 donde interpretó a Brian Todd durante el episodio "Best Intentions":
En el 2008 apareció en la serie Doctors donde interpretó a Peter Peyton, su primera aparición en la serie fue en el 2006 interpretando a David Kelling durante el episodio "Touching a Nerve".
El 2 de abril de 2014 apareció como invitado en un episodio de la popular serie australiana Home and Away donde interpretó al doctor Matthew, un médico que atiende a Darryl "Brax" Braxton luego de que es atropellado por un coche, hasta el 3 de abril del mismo año.

## Filmografía

### Series de televisión
| Año         | Título                         | Personaje             | Notas                                 |
| ----------- | ------------------------------ | --------------------- | ------------------------------------- |
| 2018        | Picnic at Hanging Rock         | Jasper Cosgrove       | 2 episodios - miniserie               |
| 2018        | Chosen                         | Conductor del Tractor | episodio "Escaping Death" - miniserie |
| 2017        | A Place to Call Home           | Dr. Samuels           | 3 episodios                           |
| 2017        | Janet King                     | Wayne Page            | 6 episodios                           |
| 2017        | The Leftovers                  | Pastor                | episodio "The Book of Kevin"          |
| 2016        | Secret City                    | Reardon               | 6 episodios                           |
| 2016        | Rake                           | Malcolm Hammill       | episodio # 4.5                        |
| 2015        | The Secret River               | Alexander King        | 2 episodios - miniserie               |
| 2015        | Miss Fisher's Murder Mysteries | Sgt. Willis Jones     | episodio "Murder and the Maiden"      |
| 2015        | Deadline Gallipoli             | General Birdwood      | episodio # 1.2 - miniserie            |
| 2015        | Hiding                         | Irvin Blake           | 3 episodios                           |
| 2014        | Da Vinci's Demons              | Vezzi                 | episodio "The Rope of the Dead"       |
| 2014        | Home and Away                  | Doctor Matthews       | episodio # 1.5933                     |
| 2013        | By Any Means                   | Det. Sgt. Grant       | episodio # 1.3                        |
| 2012        | Peep Show                      | Mr. Franks            | episodio "Chairman Mark"              |
| 2012        | Doctors                        | Henry Dear            | episodio "Henry Dear's Big Day"       |
| 2012        | Lewis                          | Stephen Pettle        | episodio "The Indelible Stain"        |
| 2009        | Heartbeat                      | Ted Openshaw          | episodio "The War of the Roses"       |
| 2008        | The Sarah Jane Adventures      | Mr. Cunningham        | 2 episodios                           |
| 2006        | Casualty                       | Ian Bradshaw          | episodio "Out of the Past"            |
| 2005        | Blessed                        | Constructor           | 5 episodios                           |
| 2005        | The Giblet Boys                | Jed                   | tv serie                              |
| 2004        | The Basil Brush Show           | Padre de Charlotte    | episodio "Sports Day"                 |
| 2004        | Holby City                     | Roger Russell         | episodio "A Knight's Tale"            |
| 2001        | EastEnders                     | John Davis            | 3 episodios                           |
| 1989 - 2000 | The Bill                       | George Garfield       | 546 episodios                         |
| 1986        | Big Deal                       | -                     | episodio "The Chicken and the Egg"    |
| 1978        | Life of Shakespeare            | Sampson               | episodio "The Living Record"          |
| 1976        | Jumbo Spencer                  | Mike                  | -                                     |

### Películas
| Año  | Título                                | Personaje                | Notas                                                                                     |
| ---- | ------------------------------------- | ------------------------ | ----------------------------------------------------------------------------------------- |
| 2004 | The Bill @ 21                         | George Garfield          | junto a Trudie Goodwin, Ciaran Griffiths y Jeff Stewart                                   |
| 2004 | Jessica                               | Fiscal                   | junto a Leeanna Walsman, Lisa Harrow, Sam Neill, John Howard, Oliver Ackland y Wil Traval |
| 2001 | Witness of Truth: The Railway Murders | David Mulcahy, de adulto | junto a Nicholas Marchie, Mark Spalding y Nick Burnell                                    |
| 2001 | The Hunt                              | Terry                    | junto a Amanda Holden, Samantha Bond, Philip Glenister y Sean Harris                      |

### Teatro
| Año  | Obra               | Personaje | Director       | Teatro        | Notas                                                                                 |
| ---- | ------------------ | --------- | -------------- | ------------- | ------------------------------------------------------------------------------------- |
| 2002 | Great Expectations | -         | Simon Phillips | Drama Theatre | junto a Julie Forsyth, Sam Healy, Asher Keddie, Richard Piper y Angela Punch McGregor |